# Сисамија
Сисамија (грч. Σησαμία) је насељено место у општини Висалтија у периферији Средишња Македонија, Грчка. Према попису из 2021. године било је 330 становника.
Према бугарском географу и историчару, Василу Канчову, у Сисамији је 1900. године живело 450 Грка и 50 Турака. Године 1924. турско становништво је принудно исељено у Турску а на њихово место је насељено седам грчких избегличких породица, укупно 28 особа. На попису из 1928. године Сисамија је имала 585 становника. Село се раније звало Авдамал